# Mihai Dascal
Mihai Dascal, pseudonimul lui Mihail Dascălu, (n. 31 decembrie 1946, Telega, județul Prahova – d. 11 februarie 2004, București) a fost un critic și istoric literar român, cunoscut mai ales ca îngrijitor al edițiilor critice ale operei lui Cezar Petrescu și Mircea Eliade și organizator al secțiunii „repere critice” pentru volumele publicate în seria „Patrimoniu” a editurii Minerva.

## Biografie
S-a născut în satul Telega (azi în județul Prahova), în familia lui Nicolae Dascălu și al soției sale, Maria (n. Ciută). A urmat studii liceale la Câmpina și apoi Facultatea de Limba și Literatura Română a Universității din București (1972). După absolvirea facultății, a lucrat începând din 1973 ca redactor la Editura Minerva, coordonând începând din 1979 colecția de eseuri „Introducere în opera lui...” (din 1979) și fiind unul dintre fondatorii seriei „Patrimoniu”, pentru care a alcătuit secțiunea „repere critice” (pentru scrierile lui Titu Maiorescu, B. Delavrancea, E. Lovinescu, Liviu Rebreanu, Lucian Blaga, G. Călinescu, Tudor Vianu, Mihail Sebastian etc.). A realizat o ediție critică a operei lui Cezar Petrescu și s-a îngrijit de editarea scrierilor lui Cezar Petrescu, Mircea Eliade și Mihail Sebastian.
S-a remarcat ca un minuțios cercetător literar, îngrijind, adnotând și comentând volumul I al unei ediții critice a operei lui Cezar Petrescu (1985), care a fost distinsă cu Premiul revistei Luceafărul, și a editat, împreună cu Mircea Handoca, primele două volume din seria Opere a lui Mircea Eliade (1994-1997), ce conțineau romanele Isabel și apele diavolului și Maitreyi. Odată cu moartea sa, ediția critică a operei lui Mircea Eliade a fost întreruptă după numai două volume, pierzându-se astfel „o muncă enormă, discretă și migăloasă”.
A publicat cronici literare și articole de istorie literară, remarcându-se încă din perioada studenției. A debutat cu publicistică în Viața studențească (1968) și cu recenzii în Viața Românească (1969). A fost șef al secției de critică și cronicarul literar al revistei Universitas (1969-1971), apoi timp de câteva luni cronicar literar al revistei România literară (1972). A colaborat cu articole în revistele Amfiteatru, Convorbiri literare, Cronica, Echinox, Luceafărul, Orizont, Revista de istorie și teorie literară etc.

## Opera
- „Anatomia unui roman-pamflet”, în vol. Panait Istrati, Ciulinii Bărăganului, București, 1977;
- „T. Vianu, critic al actualității literare”, în vol. T. Vianu, Scriitori români din secolul XX, București, 1979;
- „«Străinul» din noi sau Cezar Petrescu și mutațiile prozei românești interbelice”, în vol. Cezar Petrescu, Somnul. Simfonia fantastică, București, 1988;
- Fascinația exegezei, București, 1998;
- Aventuri în Țara Imanenței. Exerciții de hermeneutică literară, București, 2003.